# Patrycjat (średniowiecze i nowożytność)

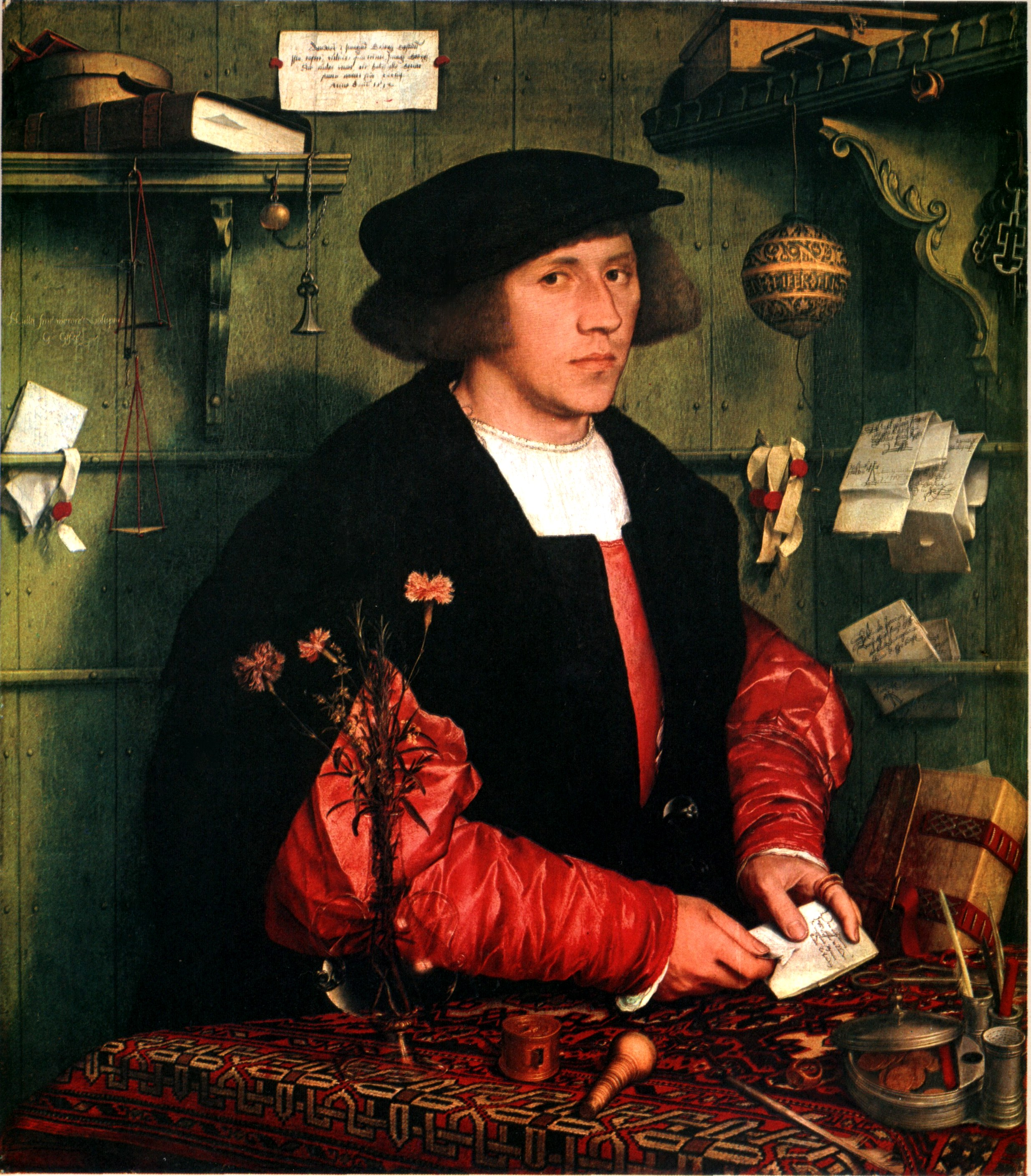
Gdański patrycjusz Georg Giese

Patrycjat (z łac.) – najbogatsza warstwa mieszczan w okresie od XII do XVIII wieku, sprawująca w miastach władzę ekonomiczną i polityczną, członkowie rady miejskiej, najbogatsi kupcy, bogaci rzemieślnicy, bankierzy, właściciele gruntów miejskich.

## Historia
Patrycjat jako kategorię społeczną wyodrębnia się poczynając od XII, aż do XVIII wieku. Sama nazwa została wprowadzona w historiografii w XVIII wieku.
W średniowieczu patrycjat największych polskich miast był często pochodzenia niemieckiego, lecz w zjednoczonym państwie ulegał polonizacji. W Polsce rozwój patrycjatu łączy się z przywilejami monarszymi i prawem niemieckim. Szczególny rozwój polskiego patrycjatu nastąpił w XIV wieku.
Członkowie patrycjatu chcieli dorównać szlachcie. Kryzys miast i mieszczaństwa w okresie XVII i XVIII wieku doprowadził do stopniowego zaniku tej warstwy społecznej.